# Distretto di Ksar Chellala
Il distretto di Ksar Chellala è un distretto della provincia di Tiaret, in Algeria.

## Comuni
Il distretto di Ksar Chellala comprende 4 comuni:
- Ksar Chellala
- Serghine
- Zmalet El Emir Abdelkader